# Narges Rashidi
Narges Rashidi (Khorramabad, 21 marzo 1990) è un'attrice tedesca naturalizzata statunitense, di origine iraniana.

## Filmografia parziale

### Cinema
- Venussian Tabutasco, regia di Daryush Shokof (2004)
- Æon Flux - Il futuro ha inizio (Æon Flux), regia di Karyn Kusama (2005)
- Schwarze Schafe, regia di Oliver Rihs (2006)
- A2Z, regia di Daryush Shokof (2007)
- Asudem, regia di Daryush Shokof (2007)
- Speed Racer, regia di Lana Wachowski e Lilly Wachowski (2008)
- Must Love Death, regia di Andreas Schaap (2009)
- Dating Lanzelot, regia di Oliver Rihs (2011)
- Kokowääh 2, regia di Til Schweiger e Torsten Künstler (2013)
- Von glücklichen Schafen, regia di Kadir Sözen (2015)
- L'ombra della paura (Under the Shadow), regia di Babak Anvari (2016)
- Tigermilch, regia di Ute Wieland (2017)
- I Came By, regia di Babak Anvari (2022)
- Havoc, regia di Gareth Evans (2025)

### Televisione
- Un angelo, un amore (Engel sucht Liebe) – film TV (2009)
- The Girlfriend Experience – serie TV, 5 episodi (2017)
- Gli specialisti (Die Spezialisten - Im Namen der Opfer) – serie TV, 22 episodi (2016-2018)
- Hanna – serie TV, episodi 1x03-1x04 (2019)
- Gangs of London – serie TV, 20 episodi (2020-2025)
- Ferdinand von Schirach - Glauben, regia di Daniel Prochaska – miniserie TV (2021)
- Am Ende – Die Macht der Kränkung, regia di Daniel Prochaska – miniserie TV (2023)

## Doppiatrici italiane
Nelle versioni in italiano delle opere in cui ha recitato, Narges Rashidi è stata doppiata da:
- Eleonora Reti in Gangs of London (st. 3), Havoc
- Chiara Gioncardi in Gli specialisti
- Stefania De Peppe in Gangs of London (st. 1-2)